# Droga krajowa nr 95 (Polska)
Droga krajowa nr 95 (DK95) – droga krajowa klasy GP o długości około 2 km przebiegająca w Grudziądzu (województwo kujawsko-pomorskie). Łączy autostradę A1 (węzeł Grudziądz) z drogą krajową nr 55. DK95 powstała na podstawie zarządzenia nr 60 Generalnej Dyrekcji Dróg Krajowych i Autostrad z dnia 20 grudnia 2013, które zaczęło obowiązywać 1 stycznia 2014.
W latach 1986 – 2000 numer 95 obowiązywał na odcinku Rabka Zdrój – Nowy Targ – Zakopane. Obecnie między Rabką Zdrój a Zakopanem istnieje droga krajowa nr 47.
Trasa nie jest w żaden sposób oznakowana w terenie – na drogowskazach węzła autostradowego Grudziądz nie ma numeru drogi, zaś w Grudziądzu wjazd na drogę krajową nr 95 przedstawiany jest wyłącznie jako dojazd do autostrady A1 w stronę Gdańska i Łodzi.

## Dopuszczalny nacisk na oś
Na całej długości drogi dopuszczalny jest ruch pojazdów o nacisku pojedynczej osi do 11,5 tony.